# Heinrich Voigtsberger
Heinrich Paul Hermann Voigtsberger (10 febbraio 1903 – Wittlich, 17 marzo 1959) è stato un generale tedesco (Generalmajor) della Wehrmacht durante la seconda guerra mondiale.

## Biografia
Durante la seconda guerra mondiale prese parte a numerose campagne e battaglie, tra cui la campagna di Francia, nella campagna del Nordafrica distinguendosi durante l'operazione Battleaxe, la Battaglia del Dnieper, combatté nella battaglia di Normandia durante l'operazione Cobra, nell'operazione Lüttich, nella battaglia di Aquisgrana, nell'offensiva delle Ardenne e infine nell'Operazione Vistola-Oder.
Nel maggio 1945 Voigtsberger si arrese alle forze britanniche e fu rilasciato nel 1947.

## Comandi
- 116ª Divisione corazzata tedesca (In funzione di comandante dal 15 al 19 settembre 1944)
- 309ª Divisione di Fanteria tedesca (dal 1 ° febbraio fino allo scioglimento il 29 aprile 1945) il 1 aprile 1945, venne promosso al grado di maggiore generale.